# Грімія Дона
Грімія Дона (Grimmia donniana) — вид мохів порядку гріміальних (Grimmiales).

## Поширення
Батьківщиною є Європа, Північна Америка, Південна Америка, Азія, Антарктида.
Населяє відкритий, кислий граніт і пісковик, ліси, тундра; від середньої до високої висоти (800–3700 м).

## Характеристика
Рослини від темно-зелених до майже чорних. Стебла 0.8–1.2(1.5) см. Листки видовжено-ланцетні, 1–2.2 × 0.3–0.6 мм, кілеві, не складчасті, краї рівні, остюки 0.3–1.3 мм. Коробочкові ніжки прямі, 2–3 мм. Коробочка зазвичай присутня у великій кількості, блідо-жовто-коричнева, довгаста.